# Australian Institute of Criminology
Das Australian Institute of Criminology (AIC) ist Australiens nationales Forschungs- und Informationszentrum für Kriminologie, das Trenddaten sammelt und analysiert und mit den Ergebnissen Politikberatung betreibt. Das AIC ist dem australischen Innenministerium (Department of Home Affairs) untergeordnet. Bei seinen Forschungen stützt sich das AIC auf Daten, die vom Commonwealth und den Regierungen der australischen Bundesstaaten und Territorien zur Verfügung gestellt werden. Es arbeitet eng mit der Australian Criminal Intelligence Commission (ACIC) zusammen. Der Chief Executive Officer der ACIC, Michael Phelan (Stand 2021), ist auch der Direktor der AIC.
Die Forschungsprioritäten für das AIC werden jährlich vom Direktor in Absprache mit dem kriminologischen Forschungsbeirat festgelegt. Schwerpunkte der ATC-Forschung 2020/21 sind:
- Transnationale schwere und organisierte Kriminalität
- Illegale Drogen
- Wirtschaftskriminalität
- Gewalt gegen Frauen und Kinder
- Überrepräsentation indigener Jugendlicher im Strafjustizsystem

Das AIC vergibt jährlich die Australischen Preise für Verbrechens- und Gewaltprävention (Australian Crime and Violence Prevention Awards). Jede Regierungsbehörde, gemeinnützige Organisation oder Einzelperson, die einen bedeutenden Beitrag zu einem Präventionsprojekt in Australien leistet, kann für einen Preis nominiert werden. Außerdem vergibt das AIC Forschungsstipendien.